# Mala Doci, Borzna
Mala Doci (în ucraineană Мала Доч) este un sat în comuna Noselivka din raionul Borzna, regiunea Cernihiv, Ucraina.

## Demografie
Componența lingvistică a localității Mala Doci
     Ucraineană (100%)
Conform recensământului din 2001, toată populația localității Mala Doci era vorbitoare de ucraineană (100%).